# 바이브리 애니메이션 스튜디오
합동회사 바이브리 애니메이션 스튜디오(일본어: 合同会社バイブリーアニメーションスタジオ 고도가이샤 바이부리 아니메숀 스타지오[*], 영어: Bibury Animation Studios G.K.)는 일본의 애니메이션 제작사다.

## 역사
바이브리 애니메이션 스튜디오는 《금빛 모자이크》, 《그리자이아의 과실》, 《리라이트》의 감독인 타나카 모토키(텐쇼)가 2017년 5월 1일에 설립했다. 회사 설립 후 처음 2년 동안 회사는 주로 중간 및 2차 주요 애니메이션 서비스를 제공하는 하도급 스튜디오로만 일했다. 2019년 첫 번째 TV 애니메이션인 《벽람항로》을 제작했다.
바이브리 자체를 포함하여 다른 스튜디오의 아웃소싱 회사로 3DCG 애니메이션 및 디자인을 제공하는 자매 스튜디오인 바이브리 애니메이션 CG가 있다.

## 작품

### TV 애니메이션
- 벽람항로 (2019년)
- 5등분의 신부 ∬ (2021년)
- 블랙★록 슈터 DAWN FALL (2022년)
- 프리마 돌 (2022년)
- 마법소녀 매지컬 디스트로이어즈 (2023년)
- 너를 너무너무너무너무 좋아하는 100명의 그녀 (2023년)
- 5등분의 신부 ＊ (2024년)
- 너를 너무너무너무너무 좋아하는 100명의 그녀 (제2기) (2025년)
- 그리자이아: 팬텀 트리거 THE ANIMATION (2025년)
- 위치 워치 (2025년)

### 극장 애니메이션
- 그리자이아: 팬텀 트리거 (2019년)
- 극장판 5등분의 신부 (2022년)